# Manel Surroca i Claret
Manel Surroca i Claret (Camprodon, 15 de febrer de 1917 - Barcelona, 22 desembre 2007) fou un pintor català que destacà per l'ús del color.

## Formació
Des de petit s'interessa pel món de l'art i assisteix a classes de pintura amb Darius Vilas. Tot i això inicialment se centra en l'escultura i el modelatge de bustos de fang. Passà a la pintura l'any 1948 arran de la mort del seu germà pintor, Anton.
El 1936, a l'esclat de la guerra, com ell mateix explica marxa a peu, sense maleta, amb tota la roba posada i un quadern, cap a Prats de Molló via Fabert i d'allí en autobús fins a Perpinyà. Internat en un camp a Montpeller, escapa per poc de ser retornat a Espanya i arriba a París. Allí treballa i aprèn les tècniques de l'escultura de la mà de Joaquim Claret, oncle matern nascut també a Camprodon i amic de Joan Ponç i deixeble de Frederic Marès.
El 1938, després d'una plena immersió en l'ambient artístic parisenc i haver-se relacionat amb els grans mestres de l'època, participa en una exposició col·lectiva amb artistes de la talla de Roger Chastel, André Derain, Maurice Utrillo, Maurice Denis o Aristide Maillol.
Acabada la guerra s'estableix a Barcelona on treballa durant 8 anys al taller de Frederic Marès. Col·labora en la restauració de les tombes reials del Monestir de Santa Maria de Poblet (Tarragona) i també en el monument eqüestre del General Prim. Durant aquest període guanya diversos premis.

## Obra
El 1948, amb només 25 anys, mor el seu germà Anton el qual estava preparant la seva primera exposició de pintura, i en Manel torna a Camprodon i abandona l'escultura per dedicar-se a la pintura. Frederic Marès l'anima a participar en el concurs de dibuix del “Cercle artístic de Barcelona” i guanya el primer premi.
El 1949 inaugura la seva primera exposició a la Sala Rovira de Barcelona i entra a formar part del Grup Lais integrat per: Ramon Rogent, José Hurtuna, Manuel Capdevilla, Santi Surós, Enric Planasdura, María Jesús de Solá, Antoni Estradera i Francesc Xavier Modolell. Plegats signen el Primer Manifest Negre, un text revulsiu en contra de l'art oficial i el dogmatisme.
La seva carrera avança a bon ritme i guanya el Primer Premio del R.A.C. de 1954 que la crítica de l'època, molt conservadora troba «discutible». El 1956 segueix el primer premi del “Concurso de Arte del Real Círculo Artístico” l'any 1956. L'any 1956 presentà la seva obra a la Sala Gaspar de Barcelona.
L'any 1957 Surroca s'instal·la a Camprodon per a seguir l'ofici familiar a la sabateria “Can Gona” (als Quatre cantons, costat nord-est, avui (2013) desapareguda per la construcció d'un edifici nou). Utilitza la rebotiga de la sabateria com a taller. Mentrestant, segueix pintant i preparant algunes exposicions per Dau al Set i la Sala Gaspar. Joan Ponç visita Surroca assíduament i el reafirma de manera més contundent en el camí pictòric.
La crítica lloava la sòlida formació de Surroca així com la seguretat en el dibuix, coneixements, bon ofici, afany de superació, curiositat, i estudi. La seva pintura és introspectiva, reflecteix sentiments, estat d'ànim amb temes molt diversos,de vegades alegres i de vegades tristos, on fa evident la preocupació per la vellesa o la solitud.

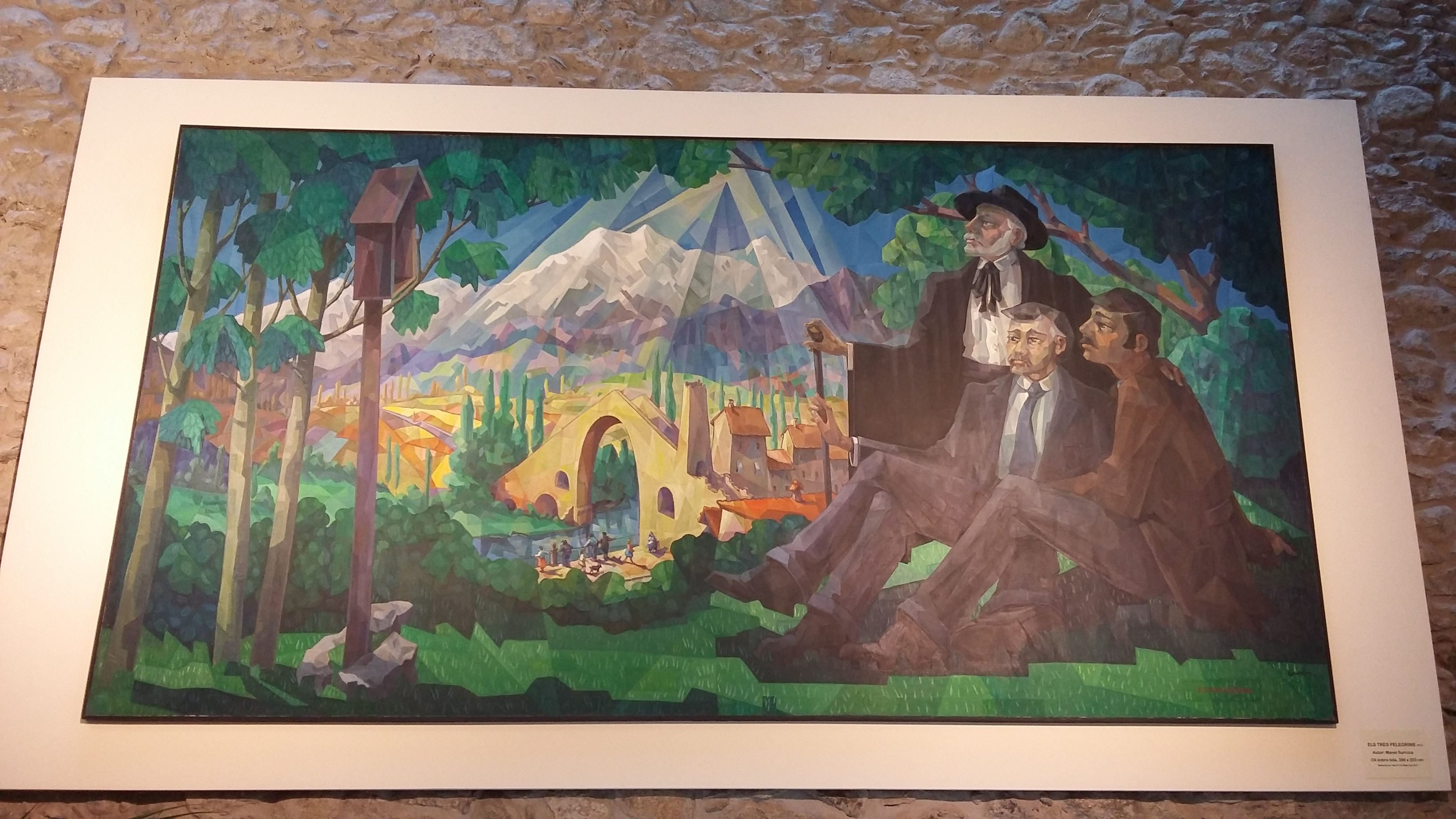
Els tres pelegrins de la font del Robí, 1973 Ajuntament de Camprodon

A Camprodon mateix es poden veure dues de les seves obres de major format. Els tres pelegrins de la Font del Robí (1973, oli sobre tela, 203 x 386 cm), a l'entrada de l'Ajuntament, i Les edats de la vida (2003, oli sobre tela, 160 x 230 cm) a la Residència Geriàtrica Municipal. Al 2010 es va inaugurar l'exposició Manel Surroca. La Passió pel color al Monestir de Sant Pere de Camprodon, primera gran exposició retrospectiva del pintor. Tres anys després, es van poder veure algunes de les seves obres al Palau de l'Abadia de Sant Joan de les Abadesses a través de la mostra Calidoscopi. El 2014, el Reial Cercle Artístic de Barcelona va organitzar la mostra El traç lliure.
El 2017, amb motiu del centenari del seu naixement, l'Ajuntament de Camprodon va organitzar una sèrie d'actes entre els quals destaquen un concurs popular de pintura, la publicació d'un llibre recopilatori de la seva obra, una exposició amb el títol L'Absència al Monestir de Sant Pere de Camprodon amb obres inèdites aportades per veïns de la Vila i l'edició d'un fulletó amb una Ruta Manel Surroca amb les seves obres que es poden trobar al poble. Aquesta ruta, a més a més de les dues obres de gran format esmentades anteriorment, inclou l'estàtua de Sant Bartomeu de la plaça Cèsar August Torras (Quatre cantons), El Sant Sudari de l'església del Carme, els vitralls de la parròquia de Santa Maria, el monòlit a Isaac Albéniz de la plaça Santa Maria i el mural La Benvinguda (1996, oli sobre tela, 200 x 400 cm) a l'escola Dr. Robert.